# Душан Трбојевић (композитор)
Душан Трбојевић (Марибор, 13. јун 1925 — Београд 9. септембар 2011) био је српски пијаниста, композитор, музички писац и универзитетски професор.

## Биографија и и каријера
Рођен је у Марибору 13. јуна 1925. године. Студирао је композицију код Миленка Живковића на Музичкој академији у Београду, а клавир код Миланке Ђаје на истој институцији. Дипломирао је 1951. (пиано перформанс) и 1953. (композиција) и наставио студије клавира код Кендал Тејлор на Краљевском музичком колеџу и Краљевској музичкој академији у Лондону (1954–1957). Поред тога, студирао је у Сједињеним Америчким Државама (1965–1966).
Трбојевић је активно наступао као солиста, корепетитор и диригент широм Европе, као и у САД, Кини, Индији, Ирану, Египту, Куби, Мексику. Остварио је прва извођења композиција еминентних српских композитора Властимира Перичића, Милутина Раденковића, Василија Моктањца, Петра Озгијана и Жарка Мирковића.
Трбојевић је био професор клавира на Факултету музичке уметности Универзитета уметности у Београду, Академији уметности у Новом Саду и Музичкој академији Универзитета у Титограду. Његови бивши ученици укључују многе истакнуте пијанисте, укључујући Риту Кинка.
Аутор је бројних композиција као што су : Концерт за клавир, Соната за клавир, Соната за виолину и клавир, Свита за кларинет и клавир, Соната Рустика за клавир, Два плеса за клавир, партитуре за хор, песме за глас уз клавирску пратњу (Мајка, Дубровачки епитаф, У олуји, циклус Човекове песме).
О музици написао је пет књига. Био је први председник Европског удружења професора клавира (ЕПТА), као и почасни председник ЕПТА Србије. Био је и члан и бивши председник Удружења музичких уметника Србије. Написао је музику за краткометражне филмове Живот фресака (1951) и Хипертензија (2017).
Преминуо је у 9. септембра 2011. године у Београду, а сахрањен је у Алеји заслужних грађана на Новом гробљу.